# Центральный парк культуры и отдыха имени А. С. Щербакова
Центральный парк культуры и отдыха имени А. С. Щербакова — парк города Донецка. Расположен в Ворошиловском районе. Ограничен с востока улицей Университетская, с юга — улицей Стадионная, с запада — стадионом «Шахтёр», с севера — Вторым городским прудом.
Работает с 1932 года. В парке имеются аттракционы, детские площадки, аллеи для пешеходных прогулок и другие места отдыха.
Первоначальное название было другим — парк носил имя Павла Петровича Постышева, но после того, как он был репрессирован в 1938, произошло переименование в честь Александра Сергеевича Щербакова — первого секретаря Сталинского обкома КПСС в 1938 году

## Формирование парка

Террасы, мост и вид на город со стороны парка, 1957 год

Парк находится в Скоморошиной балке, которая с XIX века служила местом собрания рабочих юзовского металлургического завода и близлежащих шахт. Здесь останавливался приезжий цирк и проводились массовые гуляния. Территория на которой расположен парк представляла собой участок открытой степи, который полого спускается от Смолянки до реки Бахмутки (Скоморошина).
В 1891 году река была перегорожена плотиной в результате чего образовался Первый городской пруд, который обеспечивал водой металлургический завод.
В 1931 году было принято решение о создании парка, а в сентябре 1932 года силами 10 000 комсомольцев и пионеров города началось его создание. Под парк выделили участок открытой степи площадью 120 гектаров за речкой Бахмуткой (Первый городской пруд) у Скоморошинской балки.
Весной 1932 года были высажены несколько тысяч деревьев, в основном акация и клён. В 1933 году была сделана трассировка аллей, которые были обсажены каштанами, липами и тополями. В день открытия парк посетили около шестидесяти тысяч человек. C 1934 года в парке начали действовать аттракционы.
Позже площадь парка увеличили до 200 гектаров, но к 2000-м годам площадь парка сократилась до 96 гектаров. При первоначальной планировке кроме центрального парка были отдельные функциональные зоны: «центральный пляжный парк»; «детский парк»; районный парк «Средние пруды»; пейзажный парк «Городской лес»; пейзажный парк «Верхний».
Парк расположен вдоль береговой линии связанных между собой прудов, а большинство пейзажных композиций открыты в сторону водного пространства. В центральной части расположены террасы, на самой нижней из которых находится партер, являющийся основой композиции. У верхней террасы в 1936 году построен стадион «Шахтёр» (архитекторы Георгий Иванович Навроцкий и С. И. Северин). В 1932 году в парке проводилась сельскохозяйственная выставка, для которой были возведены павильоны.
Ранее со стороны улицы Стадионной вход в парк выглядел как группа колонн с карнизами. В 2008 году он был оформлен декоративными металлическими воротами и из бокового стал основным.
В парке разбиты цветники. В послевоенное время в парке насчитывалось около сотни названий древесных и кустарниковых пород, а издание 1955 года «Парки Донбасса» относило парк к лучшим паркам Донбасса. 15 ноября 2008 года силами журналистов Донецка была заложена «Аллея журналистов».

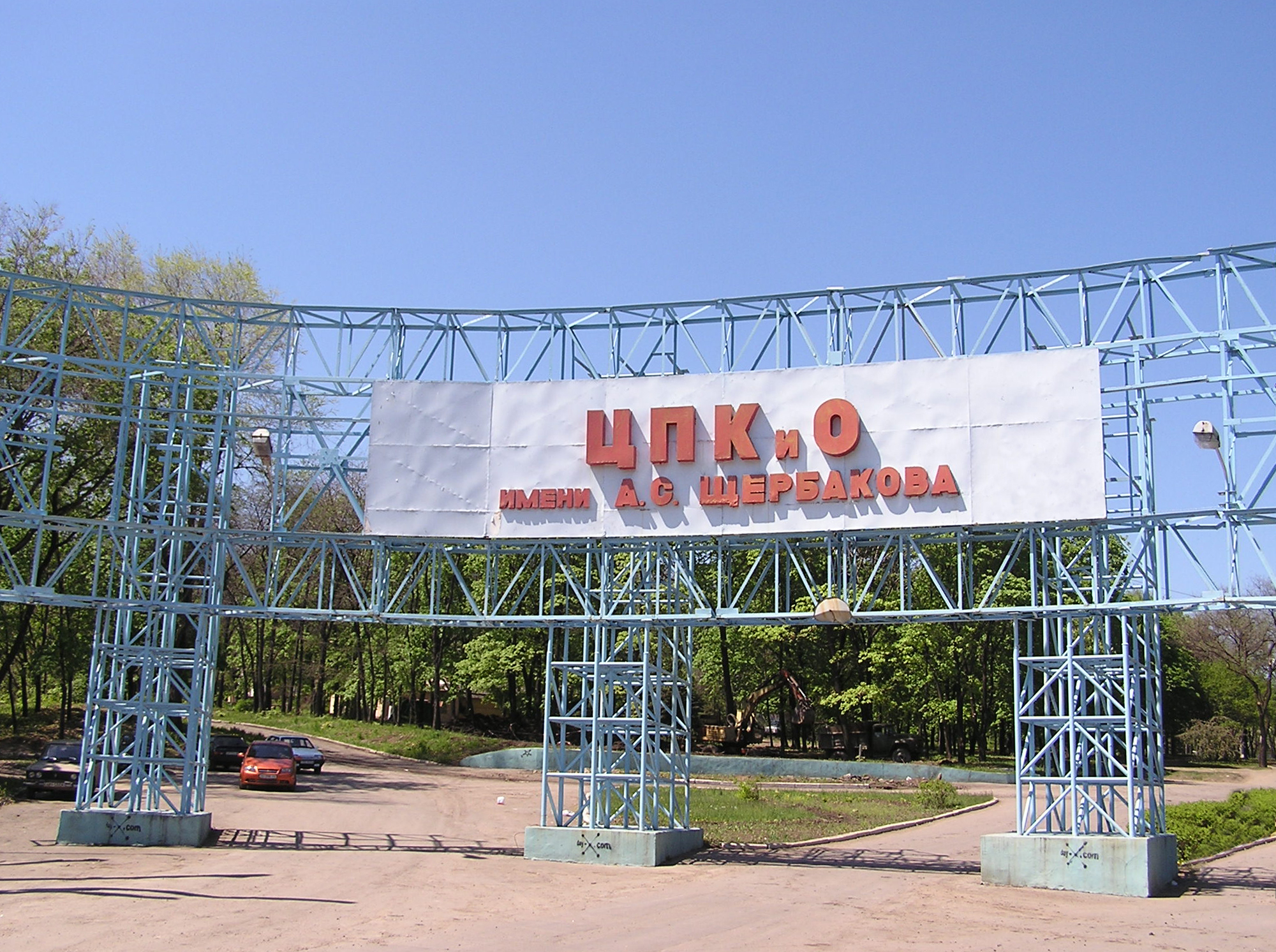
Вход в парк со стороны улицы Стадионной до реконструкции
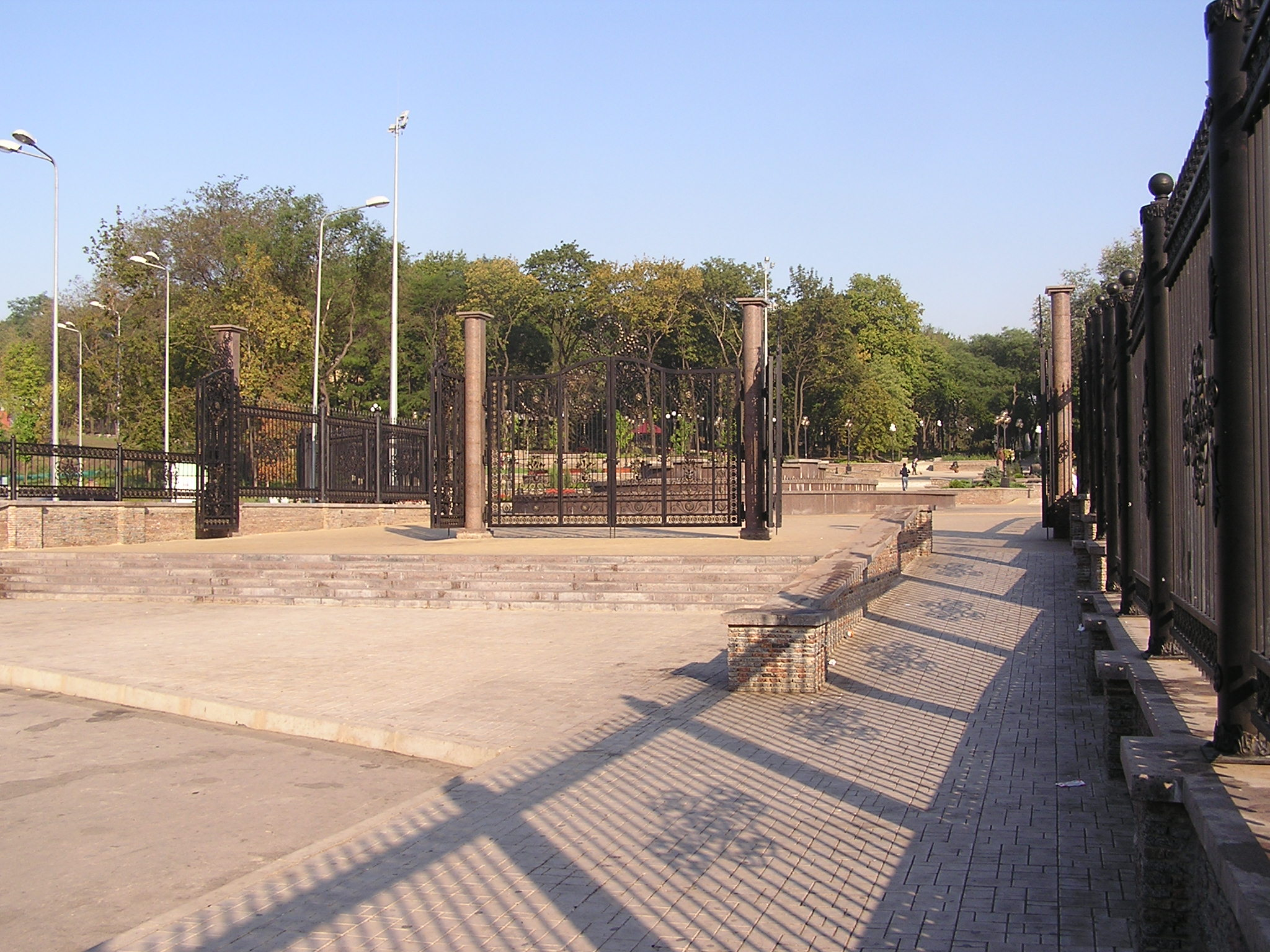
Вход в парк со стороны улицы Стадионной после реконструкции
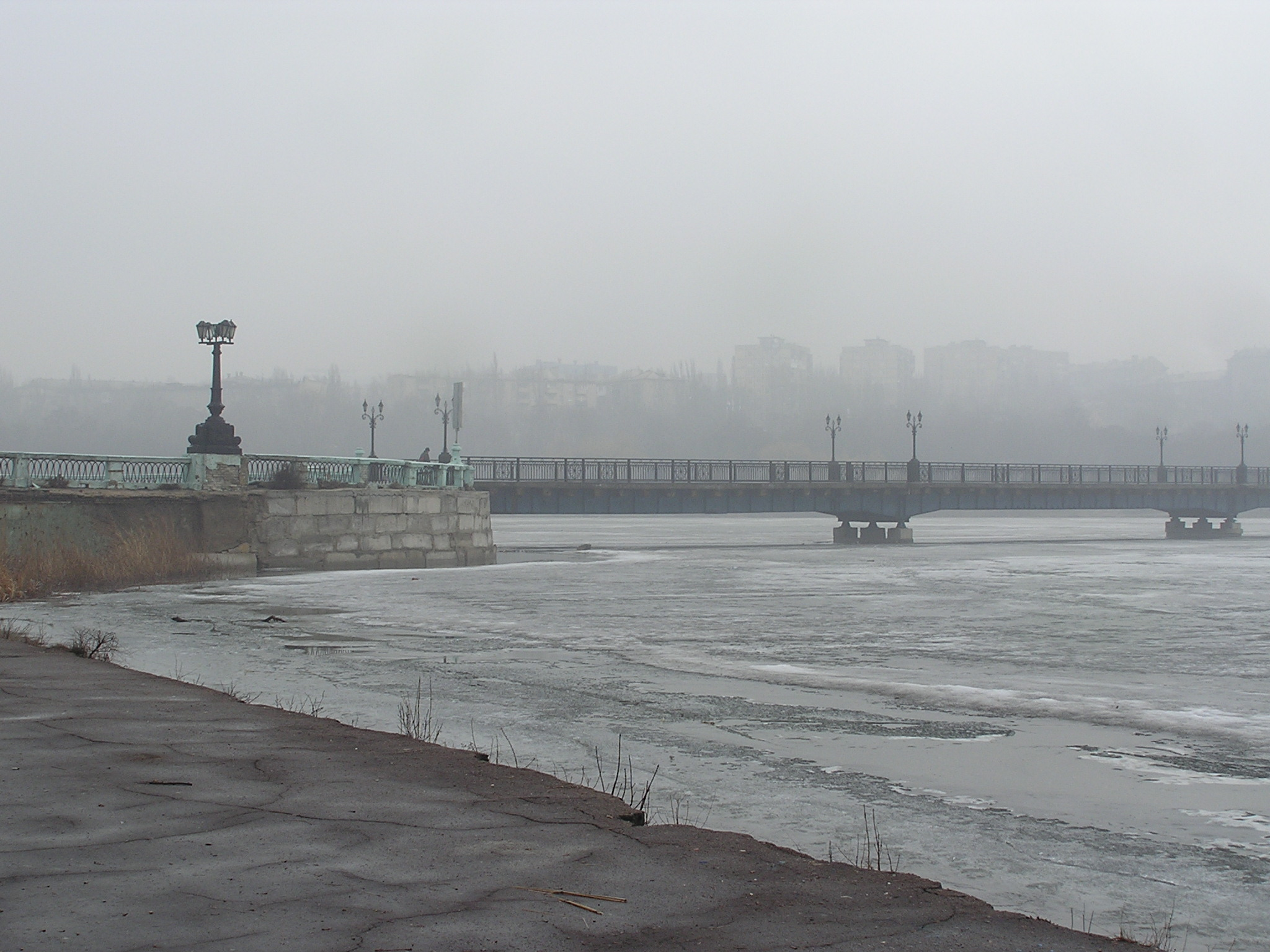
Набережная до реконструкции
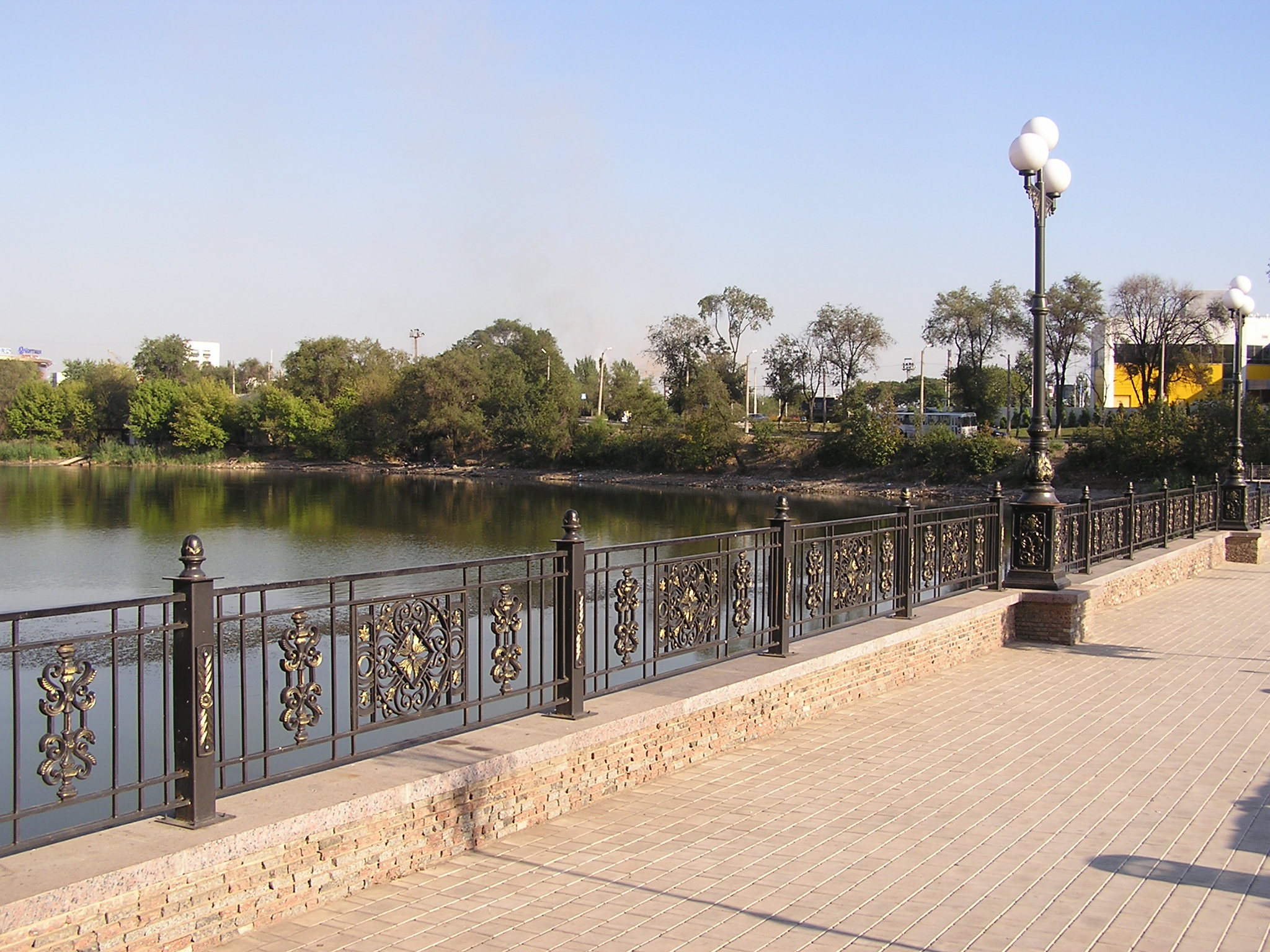
Набережная после реконструкции

В 2006 году начата большая реконструкция парка. ГПИ «Донецкпроект» выполнило предпроектные проработки благоустройства набережной в парке Щербакова. Главный архитектор проекта — Романчиков В. И. В ходе реконструкции была укреплена набережная и очищен пруд.
В 2008 году в парке были установлены кованые беседки и разбит розарий с розами разных сортов.
Планируется перенести в парк концертную площадку с площади Ленина, сделать стационарную сцену и гримёрные, проводить в парке общегородские мероприятия и митинги, а также запретить движение автомобилей по парку, установить в парке солнечные часы.

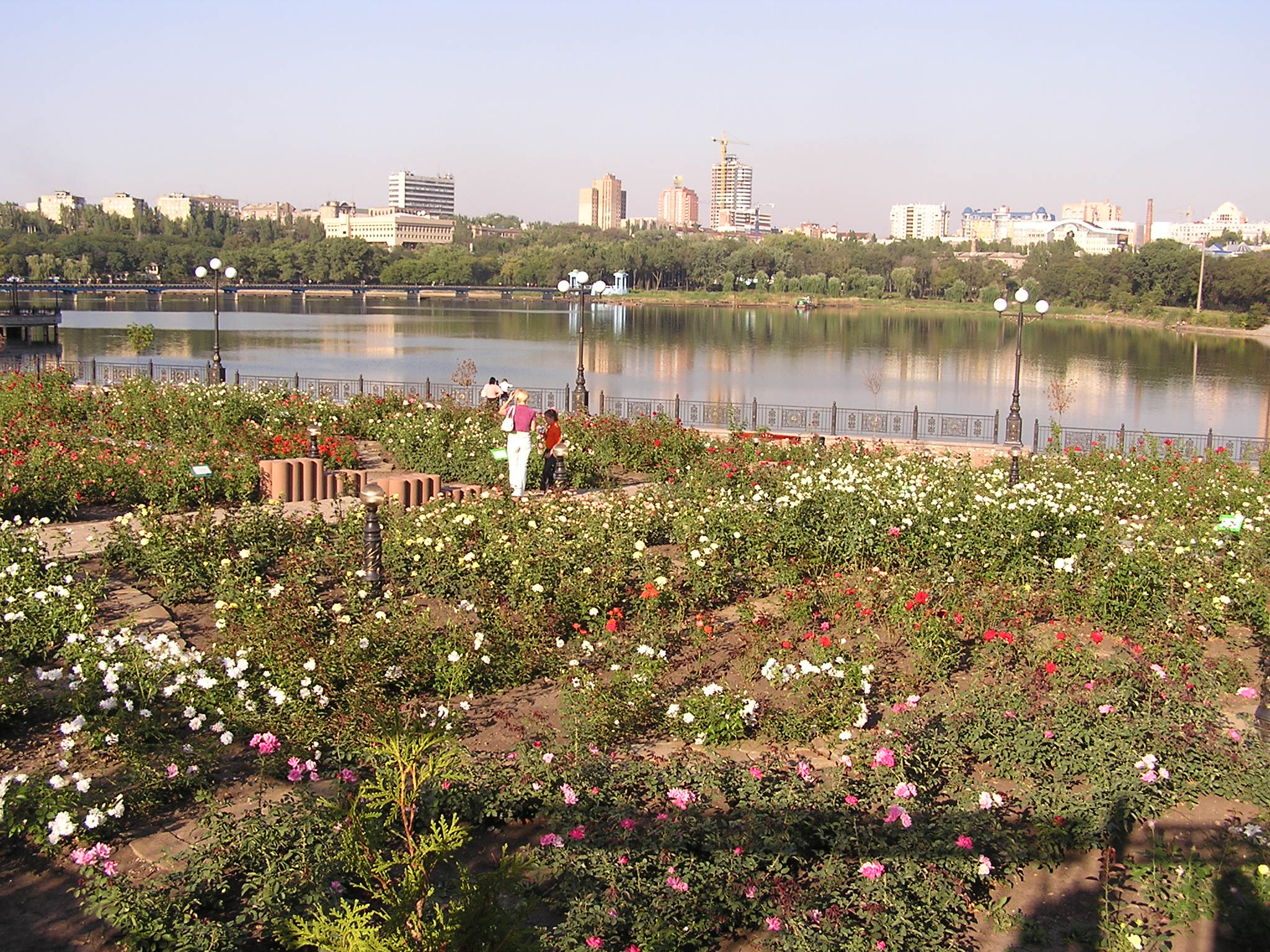
Розарий
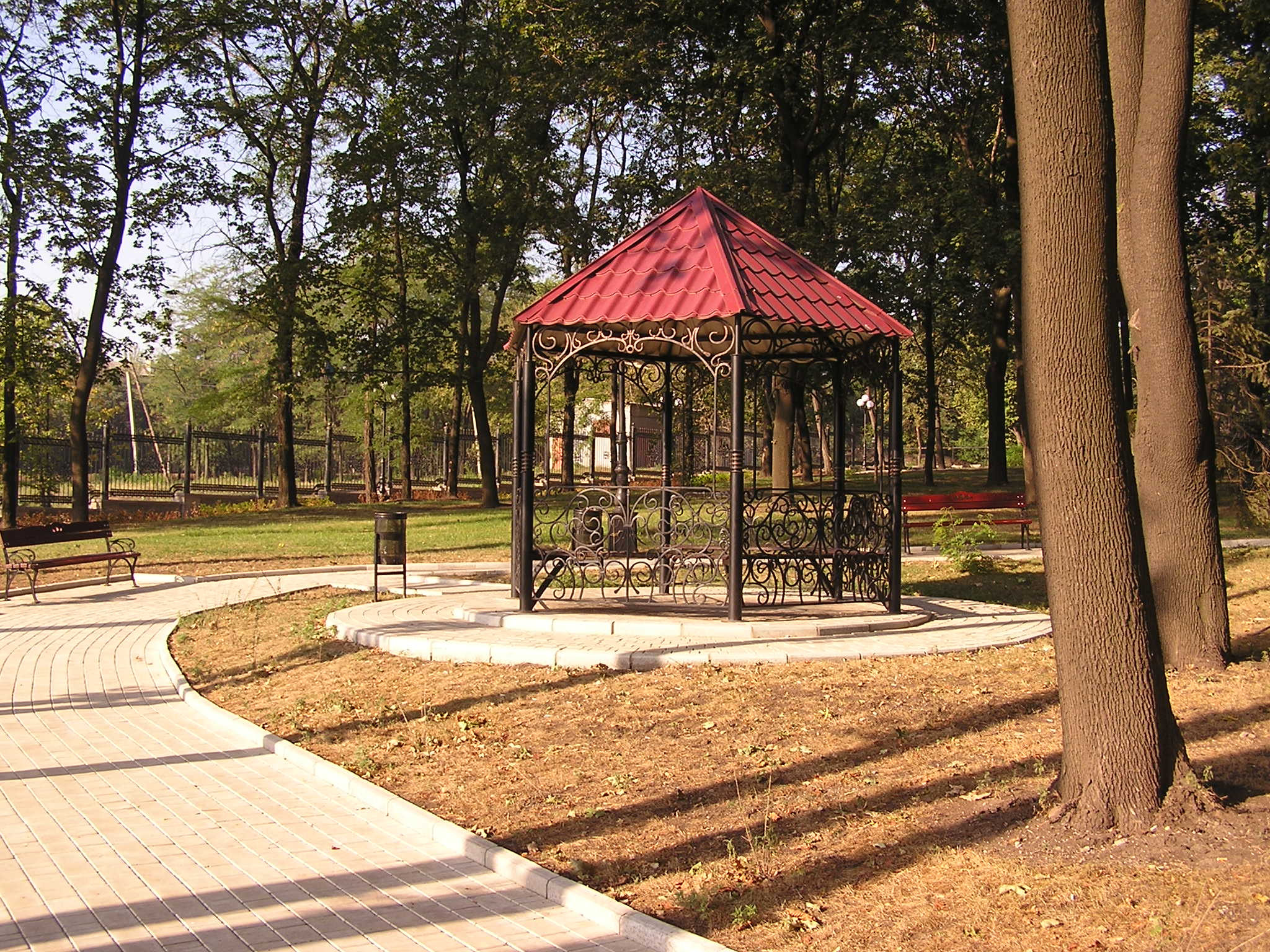
Беседка
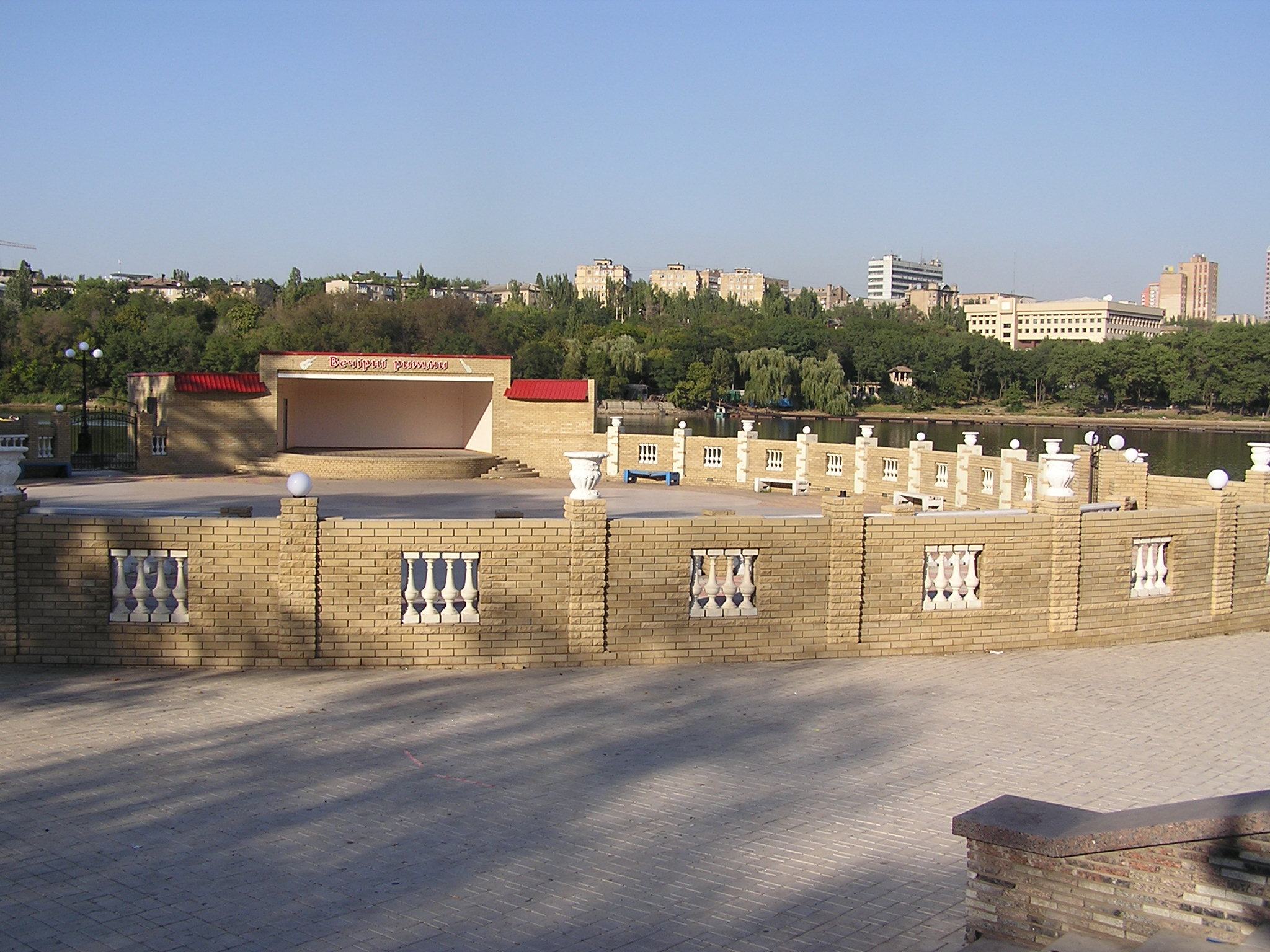
Танцплощадка «Вечерние ритмы»
Мост через Первый городской пруд, 2004 год

## Первый городской пруд

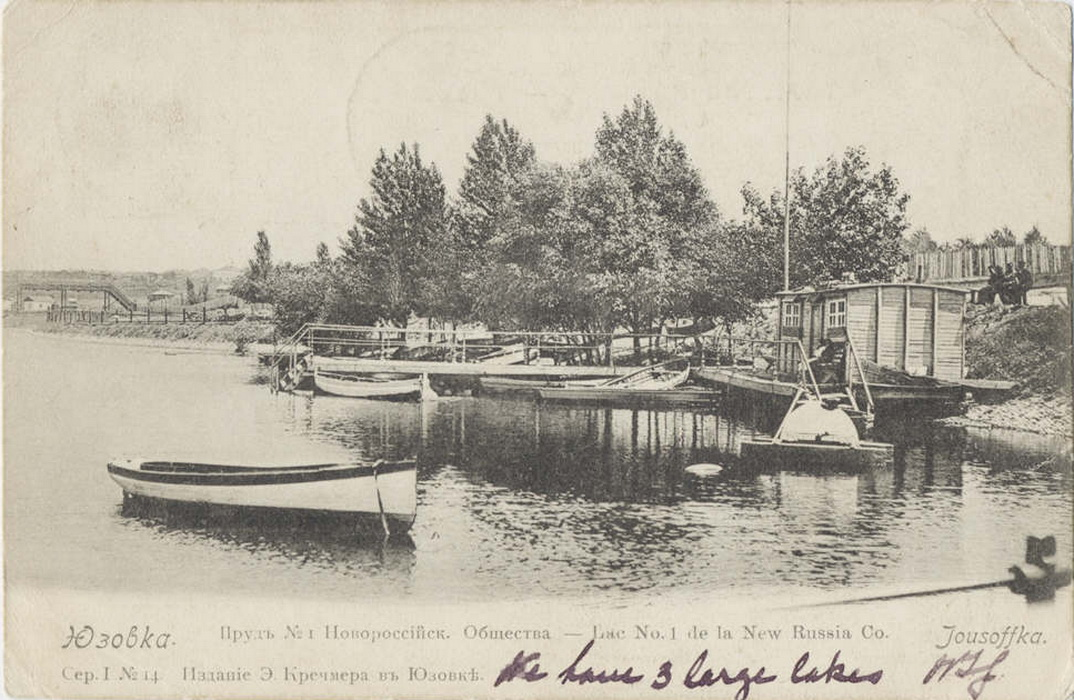
Открытка издательства Э. Кречмера в Юзовке. Лодочная станция возле Горсада. Начало XX века

Первый городской пруд выполнял роль водохранилища Юзовского металлургического завода. Он и Второй городской пруд были созданы на реке Скоморошина (Бахмутка) после того как заводу перестало хватать воды из водохранилища на реке Кальмиус. Ёмкость Первого городского пруда при создании составила один миллион кубических метров. Площадь водного зеркала в настоящее время составляет 32 гектара.
Вода из пруда забиралась тремя насосами, которые передавали её в напорный бак у Центральной шахты. Кроме воды из Скоромошинки пруд наполнялся также водой из Кальмиуса посредством семи насосов. Воду из пруда помимо завода использовали бани и пожарные. Для питья вода не использовалась никогда.
На восточном берегу находилась лодочная станция городского сада. В настоящее время лодочная станция парка Щербакова находится на западном берегу.
Мост через Первый городской пруд появился в годы Великой Отечественной войны после освобождения Сталино от фашистов. Сначала это был понтонный мост, установленный сапёрами Советской армии, затем его заменили на деревянный мост на стационарных опорах (386 м), а в конце 1950-х годов заменили на железобетонный. Этот мост — пешеходный, длина — 330 метров, ширина — 6 метров. Со стороны улицы Университетской его обрамляют два пилона, которые выполнены в форме беседок.
Фото Первого городского пруда и моста через него были напечатаны на почтовой марке Украины «Национальная филателистическая выставка. Донбасс — шахтёрский край» (номер в каталоге «Михель»: 323 (M 380)).

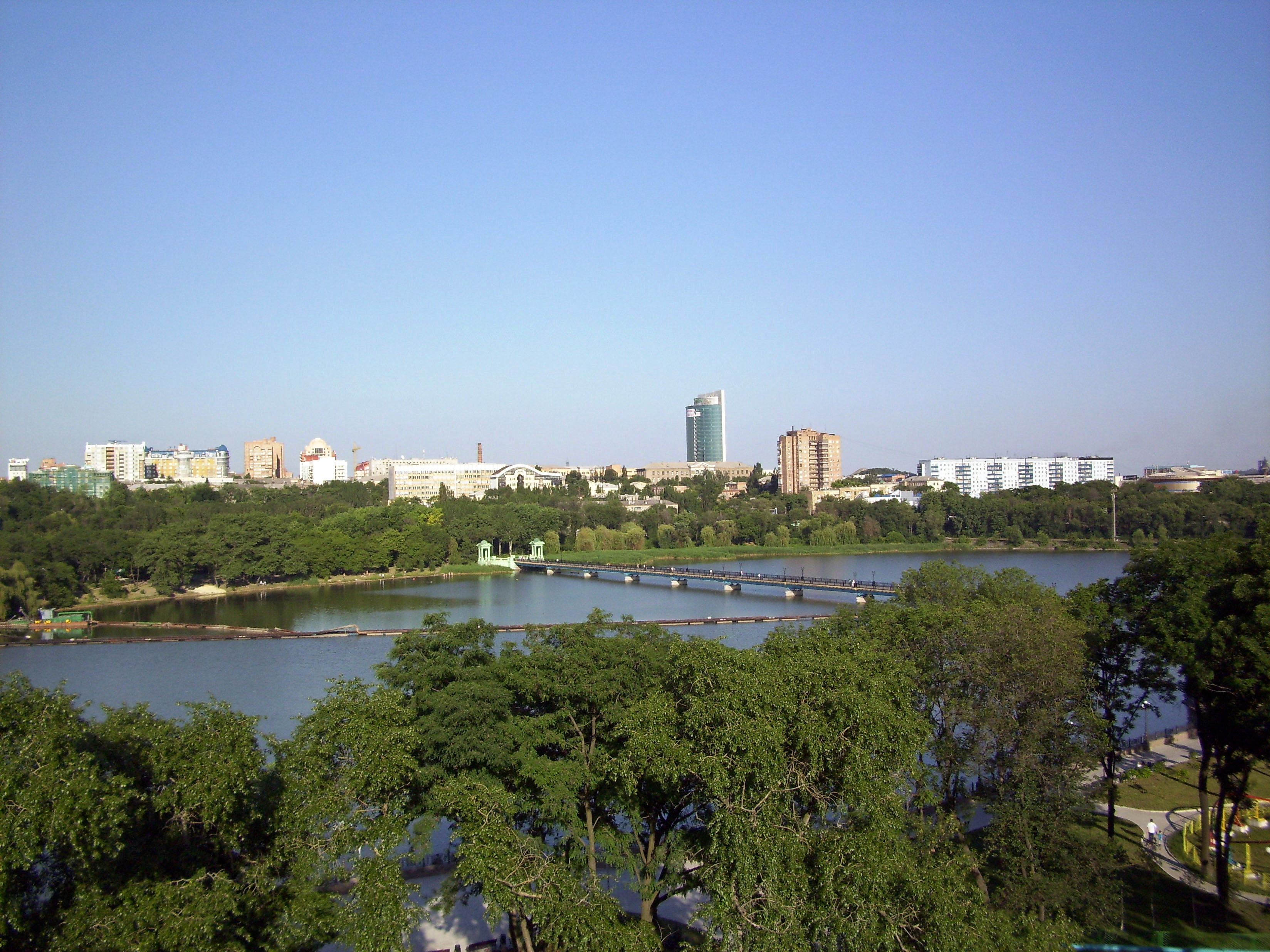
Первый городской пруд, 2010 год
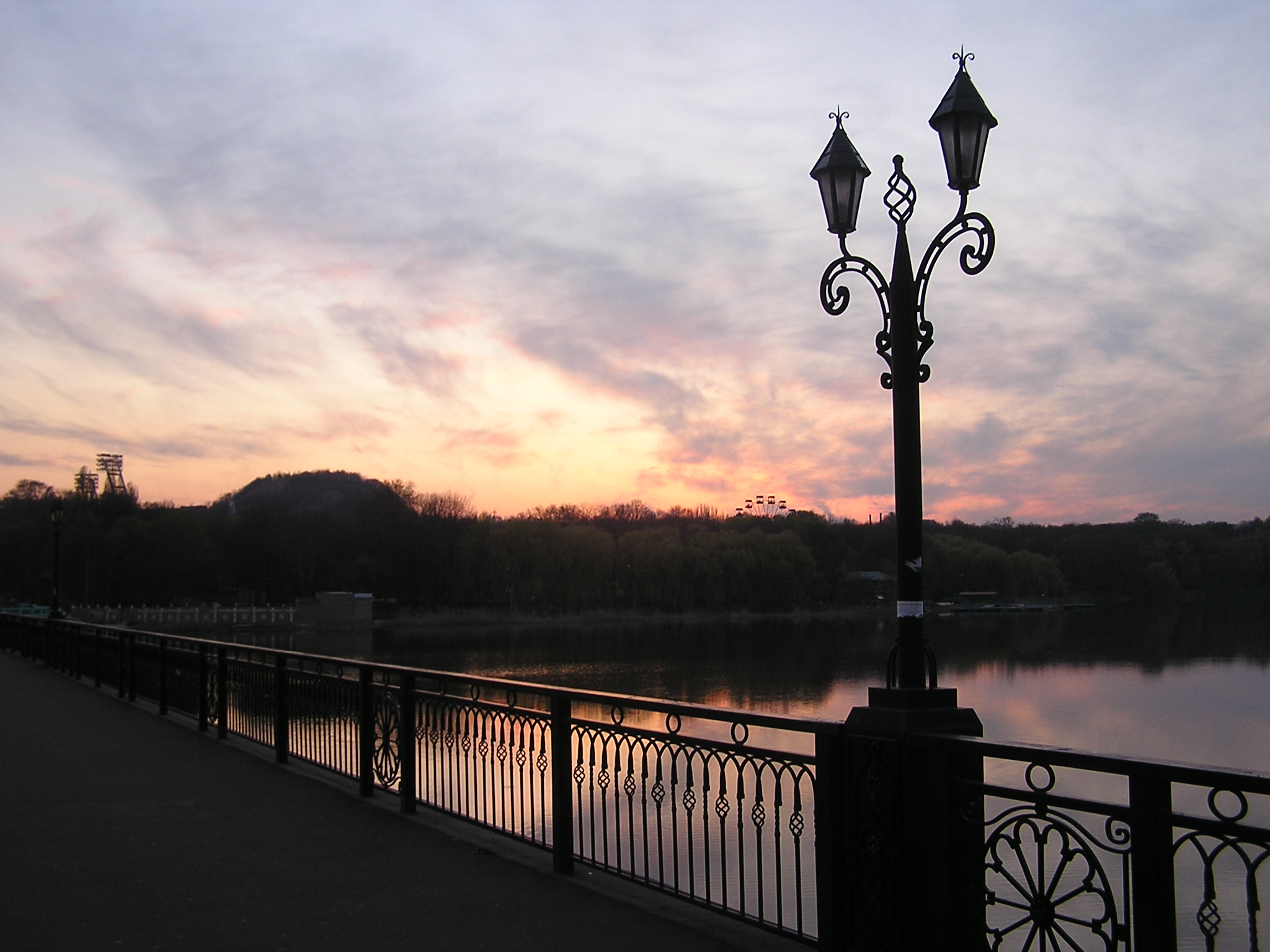
Мост через Первый городской пруд, 2007 год
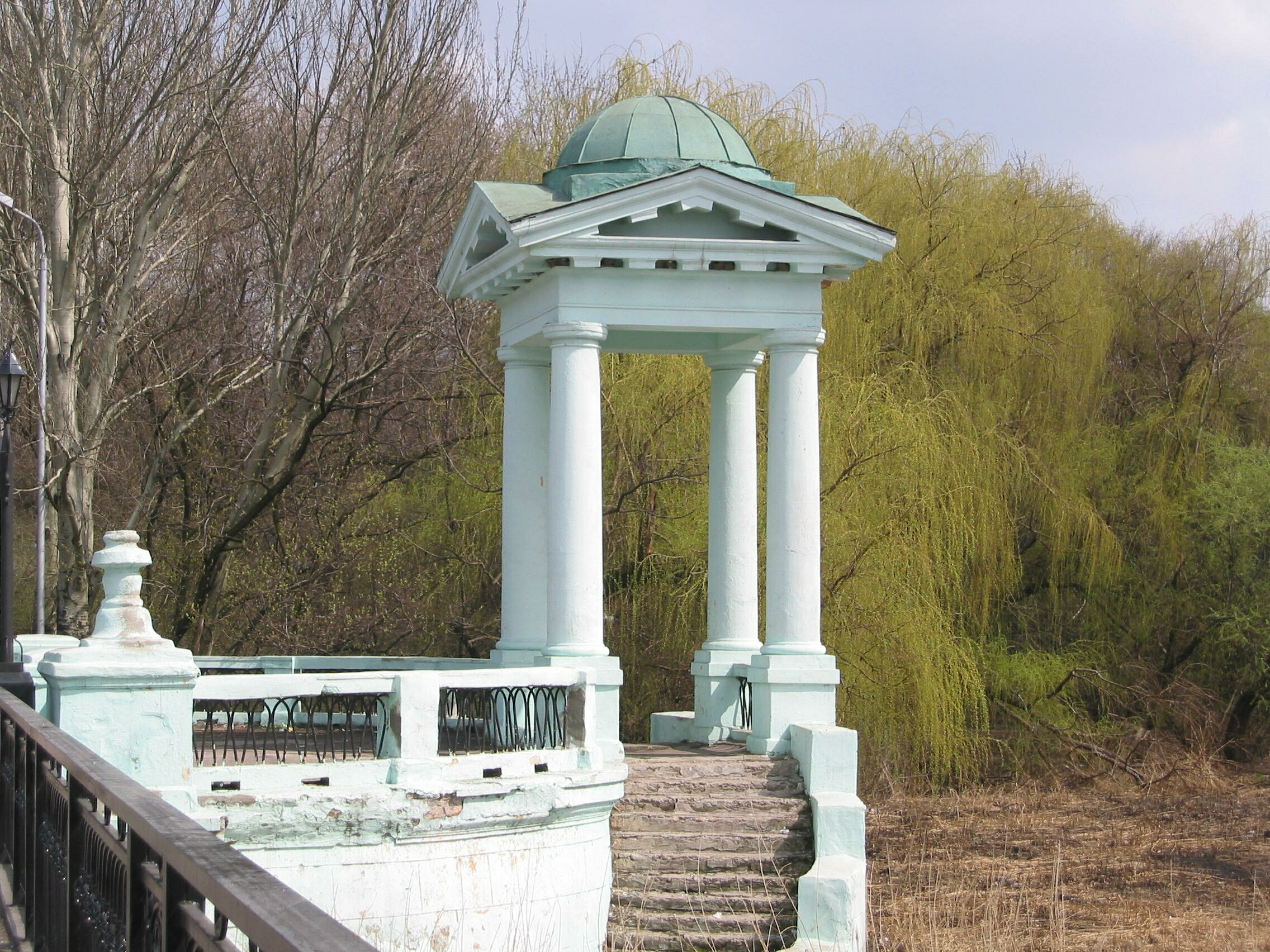
Пилоны моста через Первый городской пруд в виде беседок, 2007 год
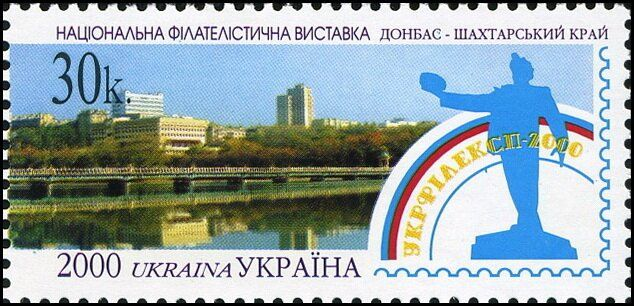
Почтовая марка «Национальная филателистическая выставка. Донбасс — шахтёрский край».
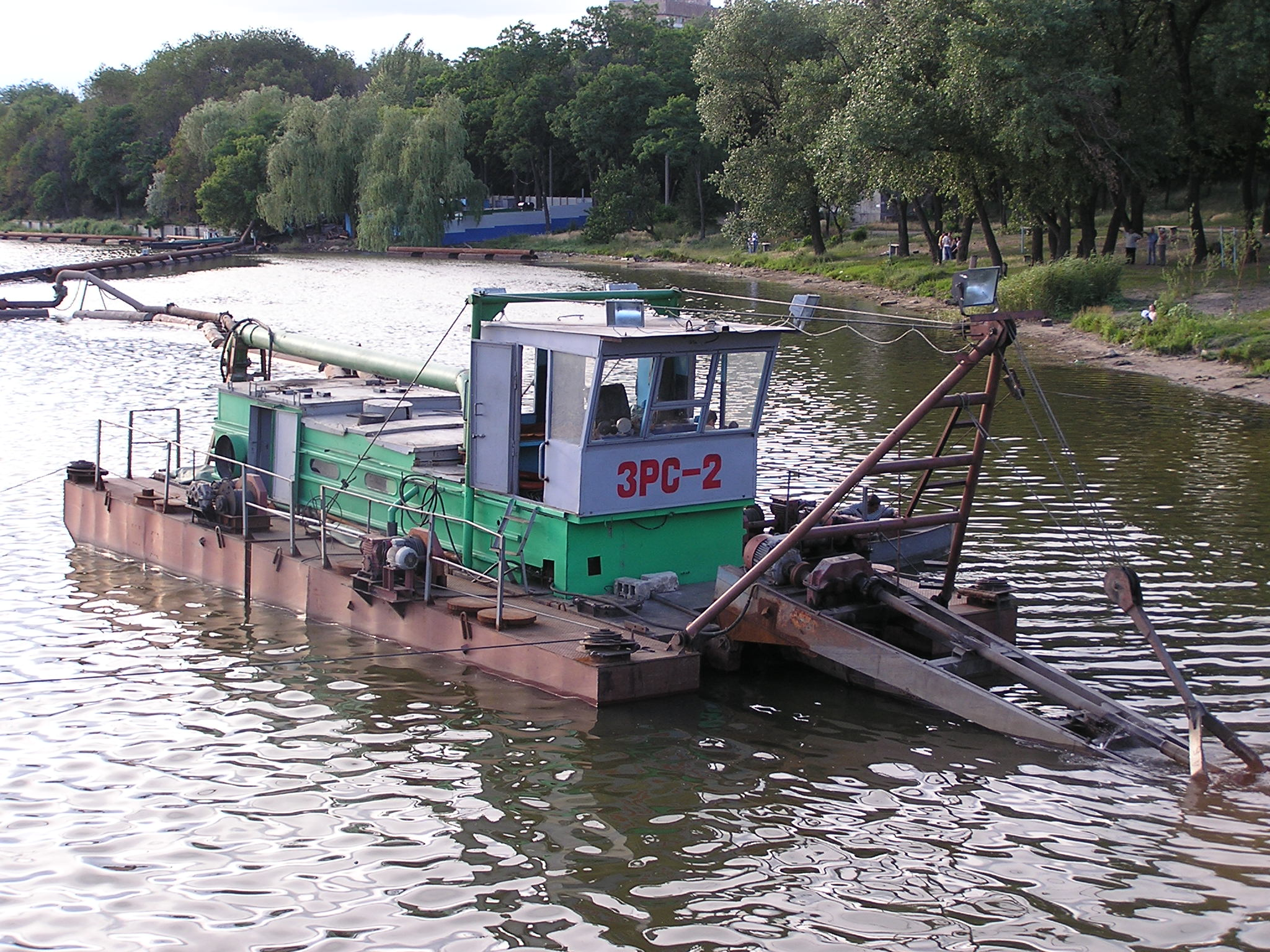
ЗРС-2 чистит Первый городской пруд

## Скульптуры

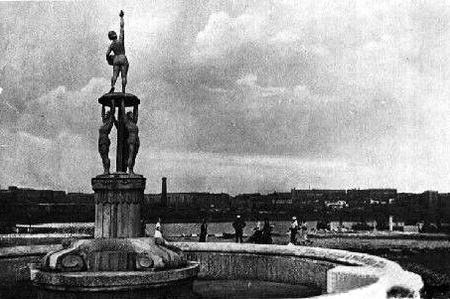
Фонтан, 1938 год

Скульптурное оформление парка при его разбивке было идеологическим. Посредине партера был установлен белая статуя Сталина, которая находилась напротив моста в обрамлении шаровидной акации и доминировала над всем центральным комплексом парка.
От скульптуры поднималась лестница с балюстрадой на которой были расположены скульптуры шахтёров, атлетов и «девушек с веслом».
За спиной статуи Сталина находилась скульптура спортсмена прыгающего в воду (воду символизировала клумба) и фонтан со скульптурной группой атлетов, которые держали вазу на вытянутых руках. В чаше была скульптура физкультурницы с мячом. Автор скульптурной композиции фонтана — скульптор Рык.
Вдоль центральной аллеи стояли статуи стахановцев: Пинтера, Бакалина, Полыгачевой, Мармазова и прочих. Авторы этих скульптур — скульпторы Григорий Михальский и Федор Макаренко. Стадион «Шахтёр» по второму этажу был оформлен монументальной скульптурой.
Скульптуры послевоенного периода были демонтированы в 1970-х годах во время реконструкции центральной части парка.
Во время реконструкции парка 2006—2008 годов на набережной первого городского пруда установили статую античной девушки с кувшином. В 2008 году к празднованию дня города и дня шахтёра в парке установили 46 деревянных скульптур, изображающих сказочных персонажей. Среди них Малыш и Карлсон, баба Яга, водяной, леший, гномы и другие персонажи.
Также в 2008 году к празднованию дня города и дня шахтёра в парке был установлен «Добрый ангел Мира» — международный символ меценатства. Это фигура ангела, стоящая на полусфере с голубем в руках. Постаментом служит колонна, выполненная из красного гранита. Авторы концепции памятника: П. Т. Стронский и О. В. Олейник. На многогранном основании выбиты имена и фамилии меценатов: Ринат Ахметов, Василий Тарновский, Фадей Рыльский, Никола Терещенко и Богдан Ханенко.

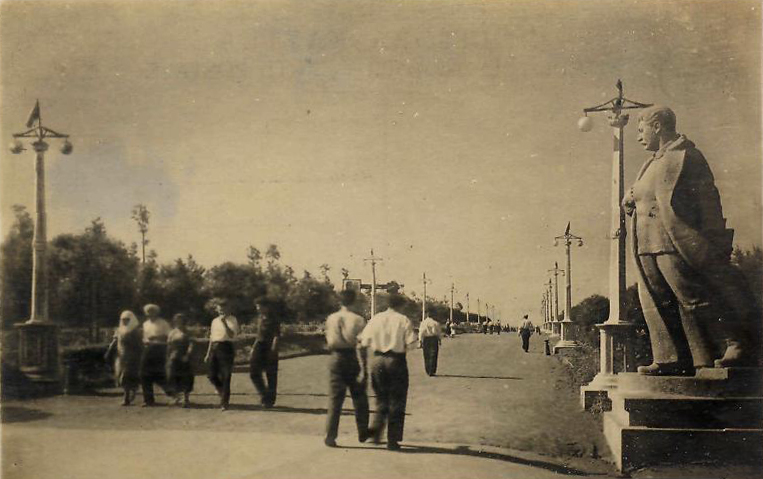
Памятник Сталину
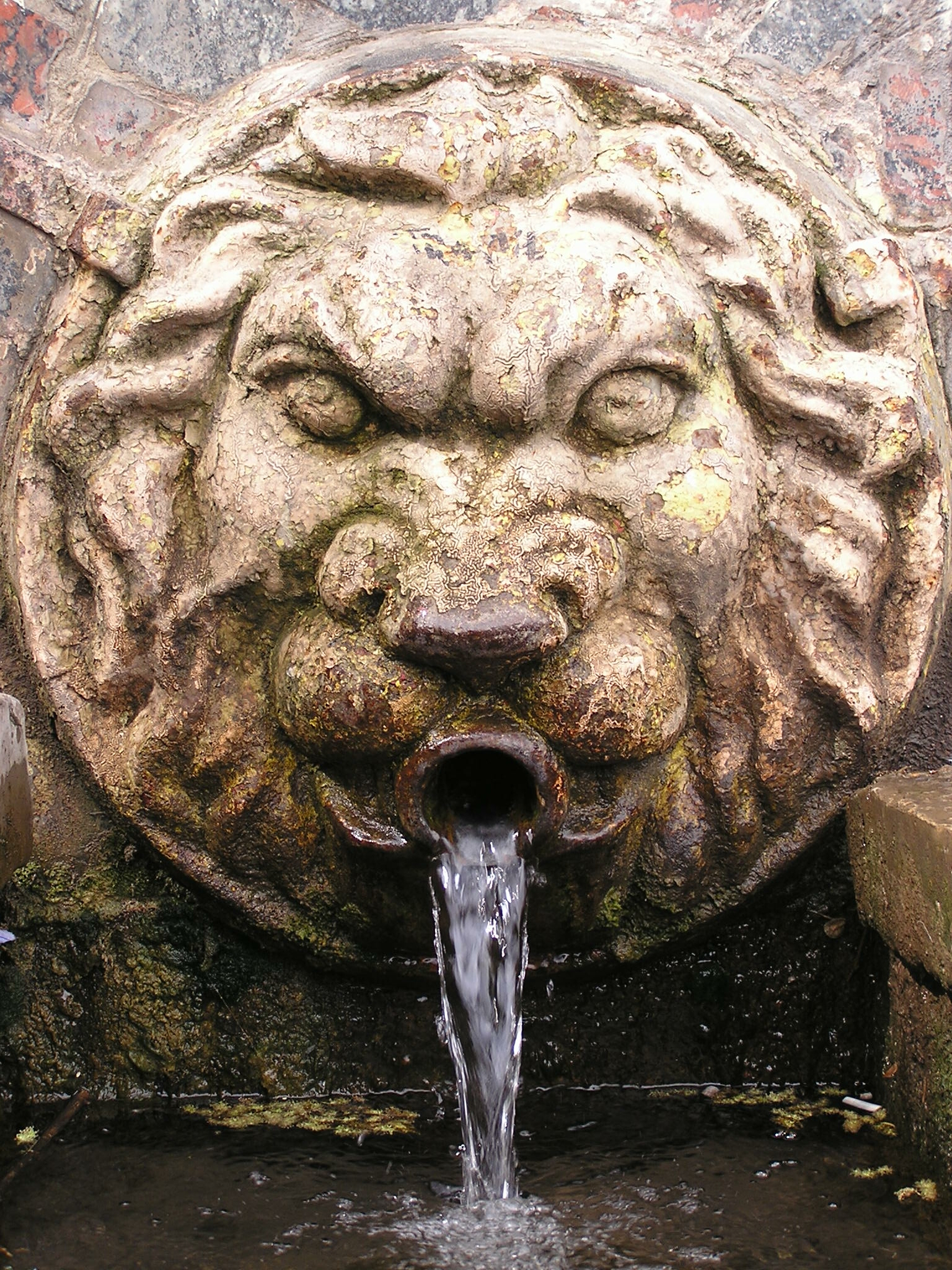
Маскарон на источнике, 2007 год
Девушка с кувшином
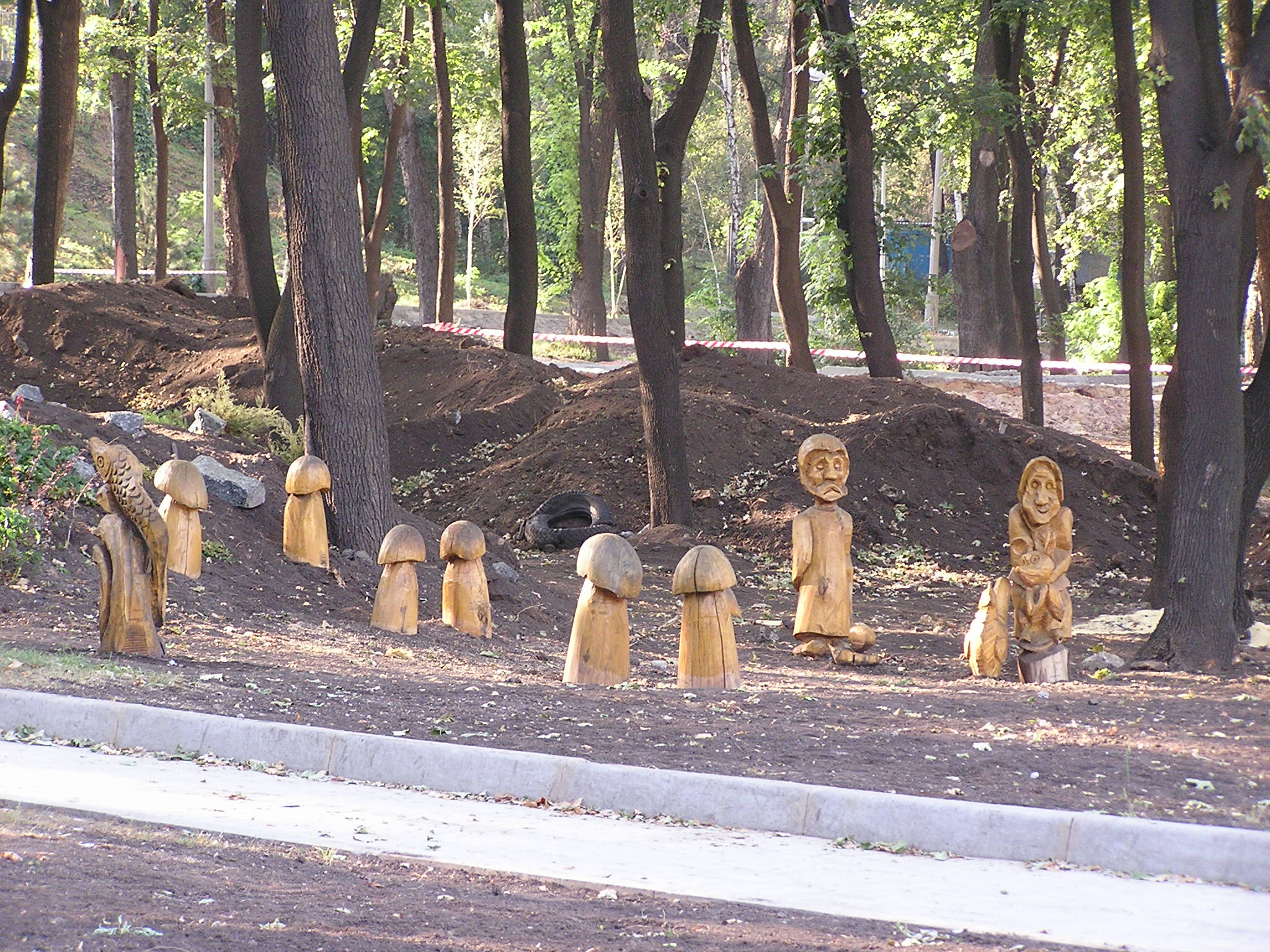
Сказочные персонажи

## Фонтаны
Фонтан со скульптурной группой атлетов был демонтирован в 1970-е годы во время реконструкции центральной части парка. Он был заменён на фонтан, обнесённый парапетом. От центральной площади к мосту был организован каскад фонтанов. Фонтаны 1970-х годов были демонтированы в 2000-е годы.
В 2007 году в парке был открыт новый фонтан, состоящий из 6 чаш, облицованных мрамором. Каждая чаша имеет свой рисунок струй. В фонтане используется 200 фонарей и 486 насадок для распределения струй.
Во время реконструкции парка 2006—2008 годов у входа со стороны улицы Стадионной установили новый фонтан.

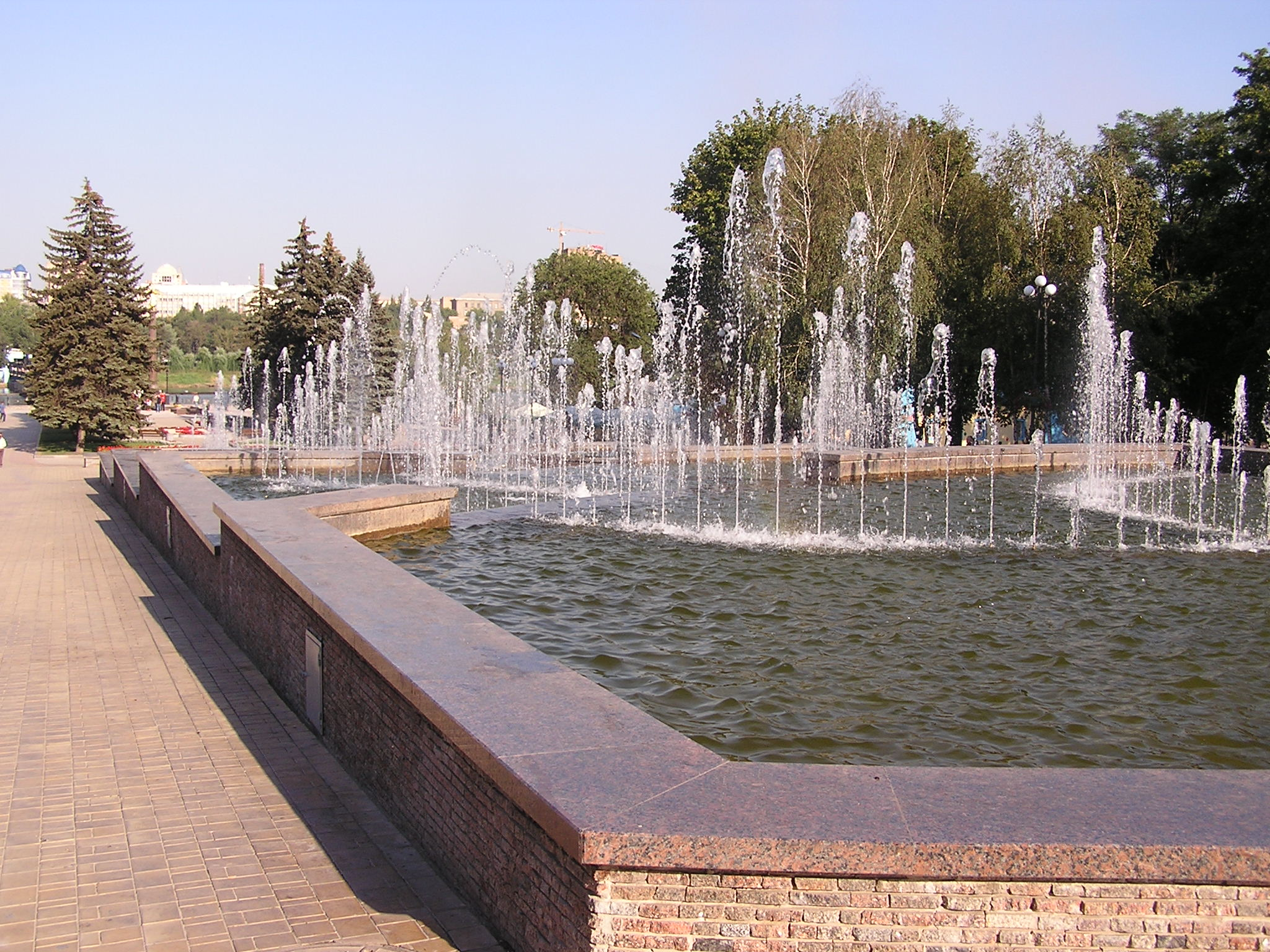
Центральный фонтан
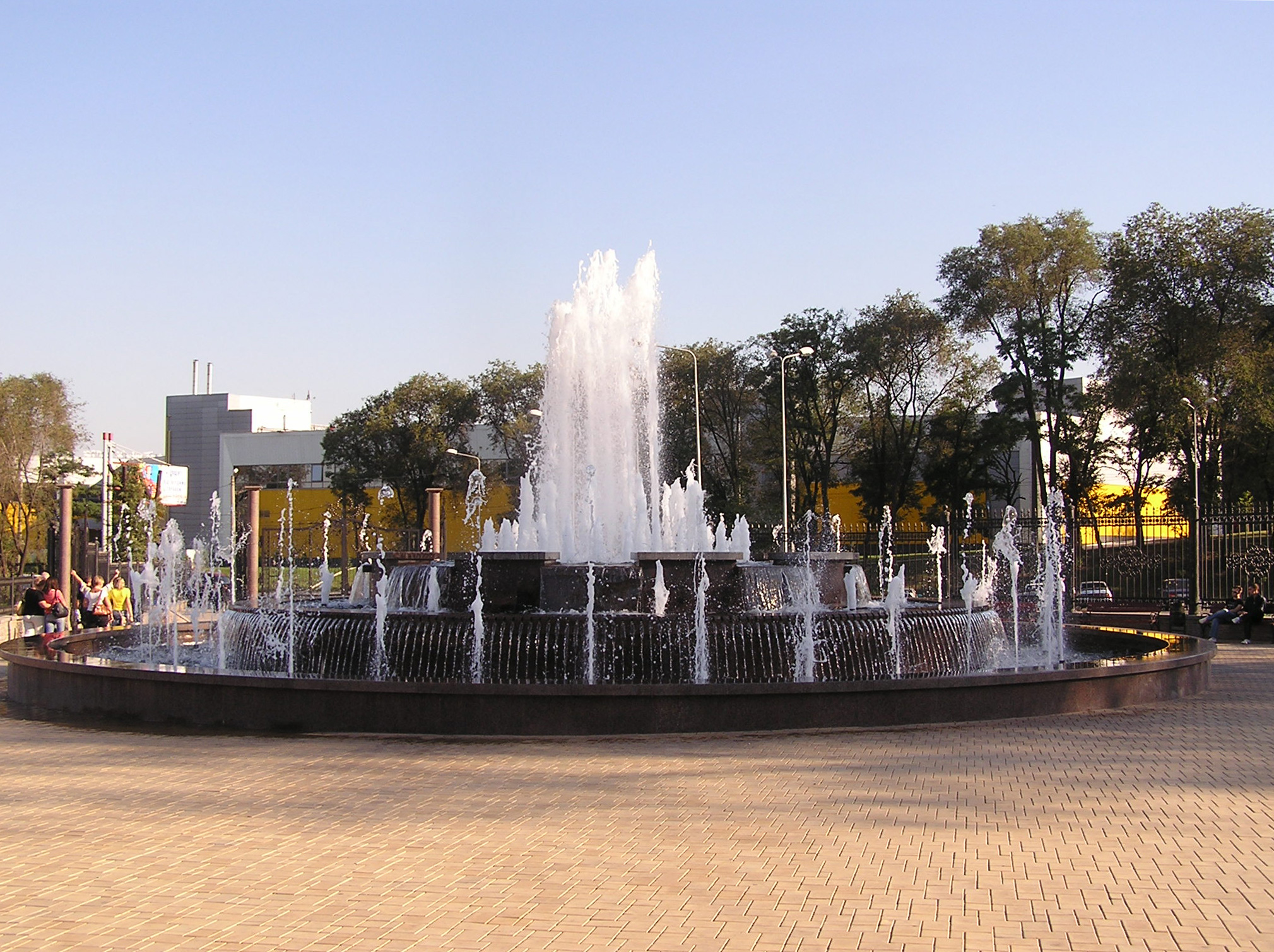
Фонтан возле улицы Стадионной
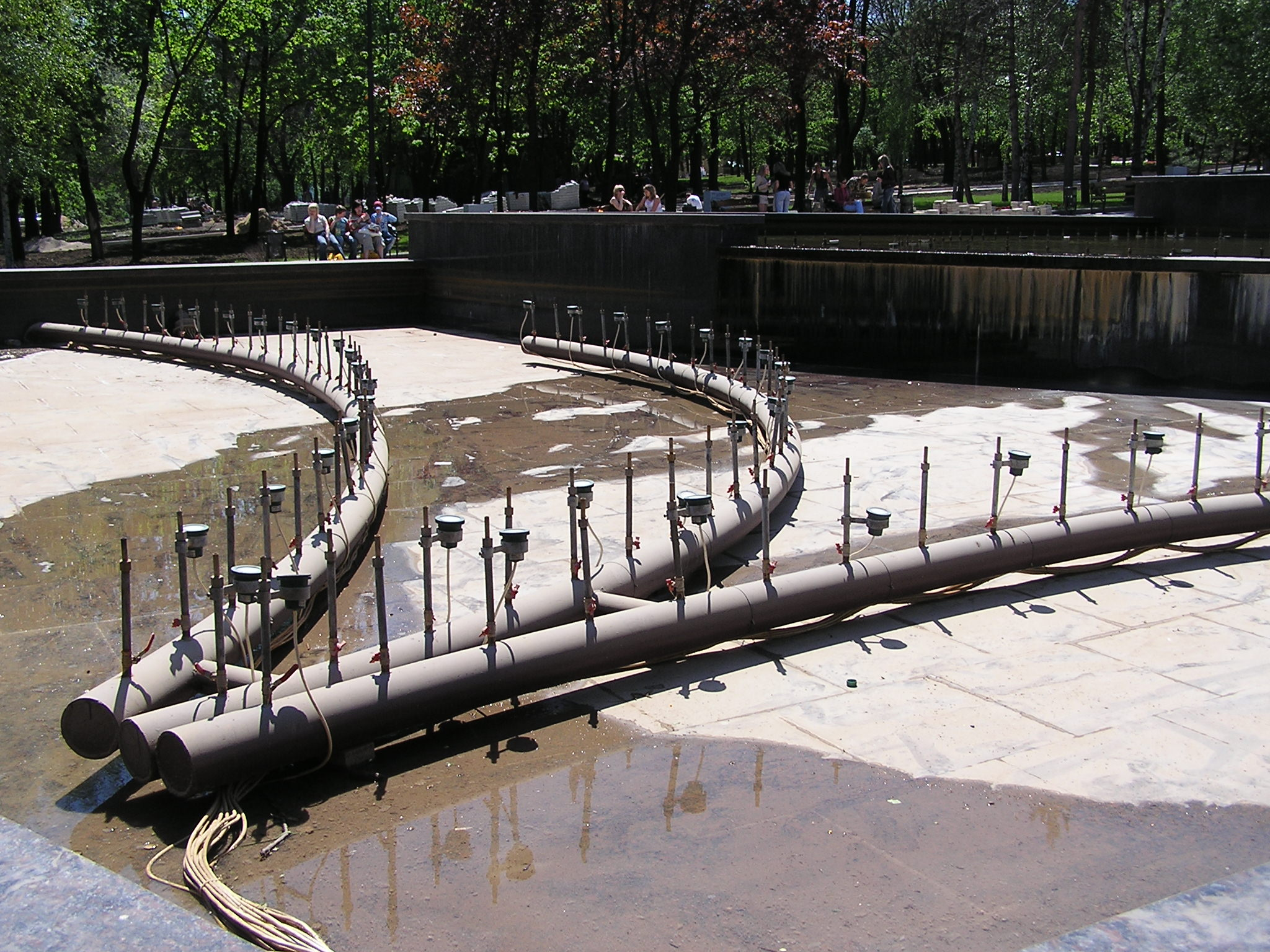
Форсунки центрального фонтана
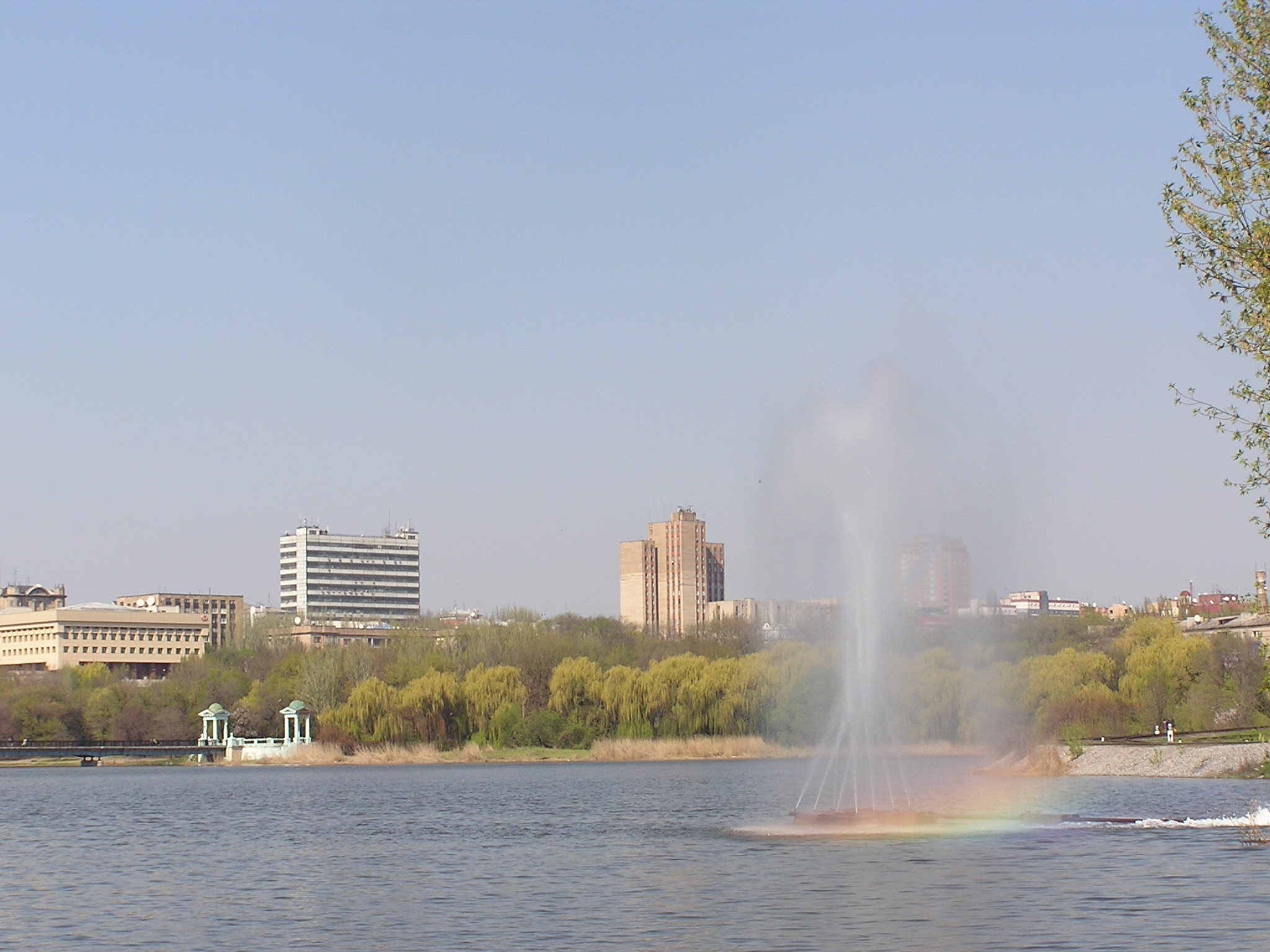
Первый городской пруд. Фонтан на воде

## Аттракционы
В парке располагалась Детская железная дорога имени Кирова. Дорога была открыта 24 ноября 1936 года. На ней была только одна кольцевая линия длиной около километра, а поезда состояли из двух сцепленных вместе трамвайных вагонов. Дорога проходила по всей территории парка и заканчивалась у Дворца пионеров, который в то время находился в здании по адресу Артёма, 60.
На детской железной дороге имени Кирова были станции «Орлёнок» и «Счастливое детство». «Орлёнок» была главной станцией, у неё размещался обгонный путь, затем на её месте был построен летний кинотеатр «Зелёный».
В начале 1940-х годов планировалась реконструкция дороги. Для дороги был выделен паровоз, на Днепропетровском вагоноремонтном заводе было заказано пять вагонов, рассчитанных на 24 места. Была начата постройка нового пути на посёлок «Смолянка». Планировалось на этом новом пути продолжать использовать электротягу.
В связи с началом Великой Отечественной войны детская железная дорога имени Кирова прекратила существование и после войны не восстанавливалась. В 1972 году в парке имени Ленинского комсомола была создана новая Малая Донецкая железная дорога имени В. В. Приклонского.
В парке также ранее находились музыкальная раковина, летний театр на 1000 зрителей, летний кинотеатр «Зелёный» на 2200 мест, танцевальная площадка, ресторан, парашютная вышка (существовала до 1970-х годов), читальный и шахматно-шашечный павильоны.

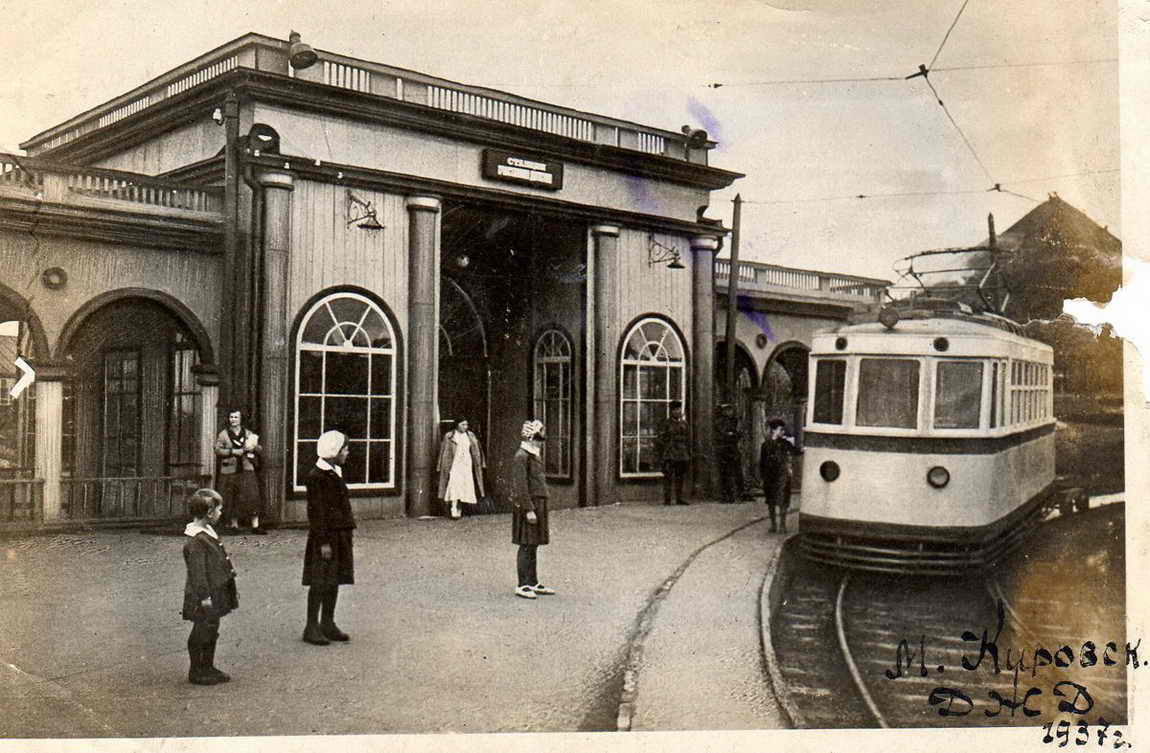
Станция «Счастливое детство» детской железной дороги имени Кирова. Фото из газеты конца 1930-х годов.
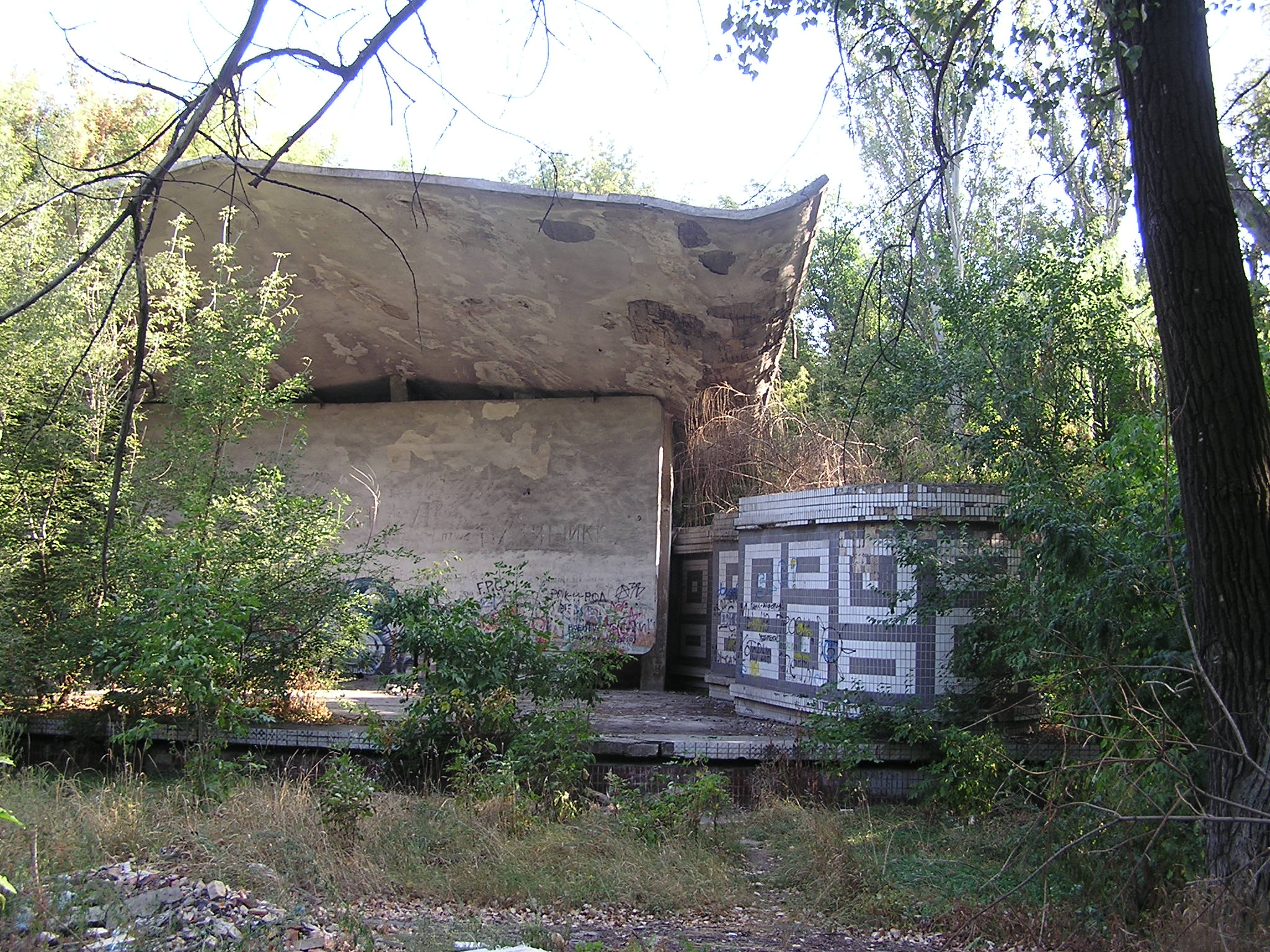
Остатки летнего кинотеатра «Зелёный», 2008 год
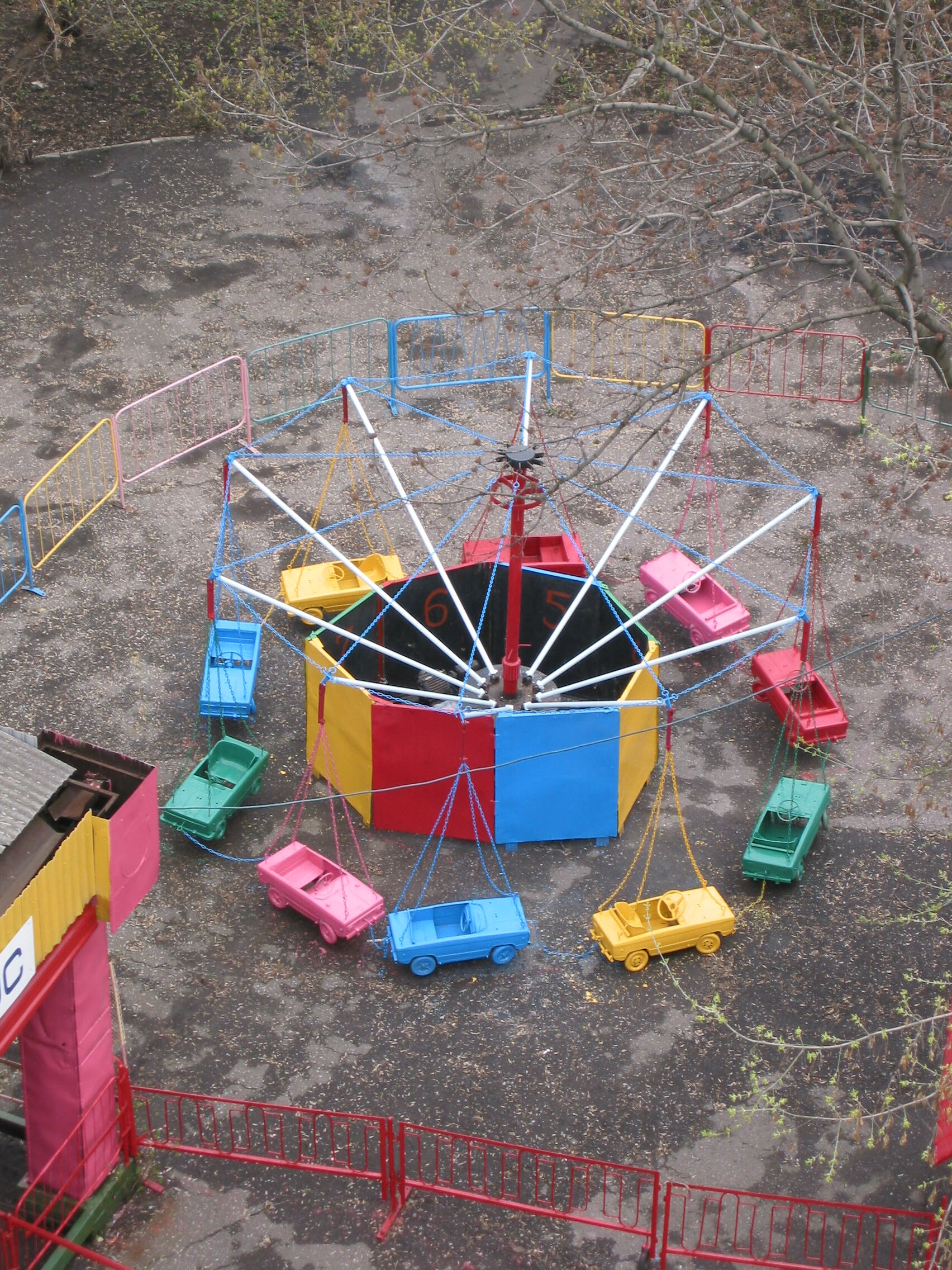
Детский аттракцион (демонтирован)
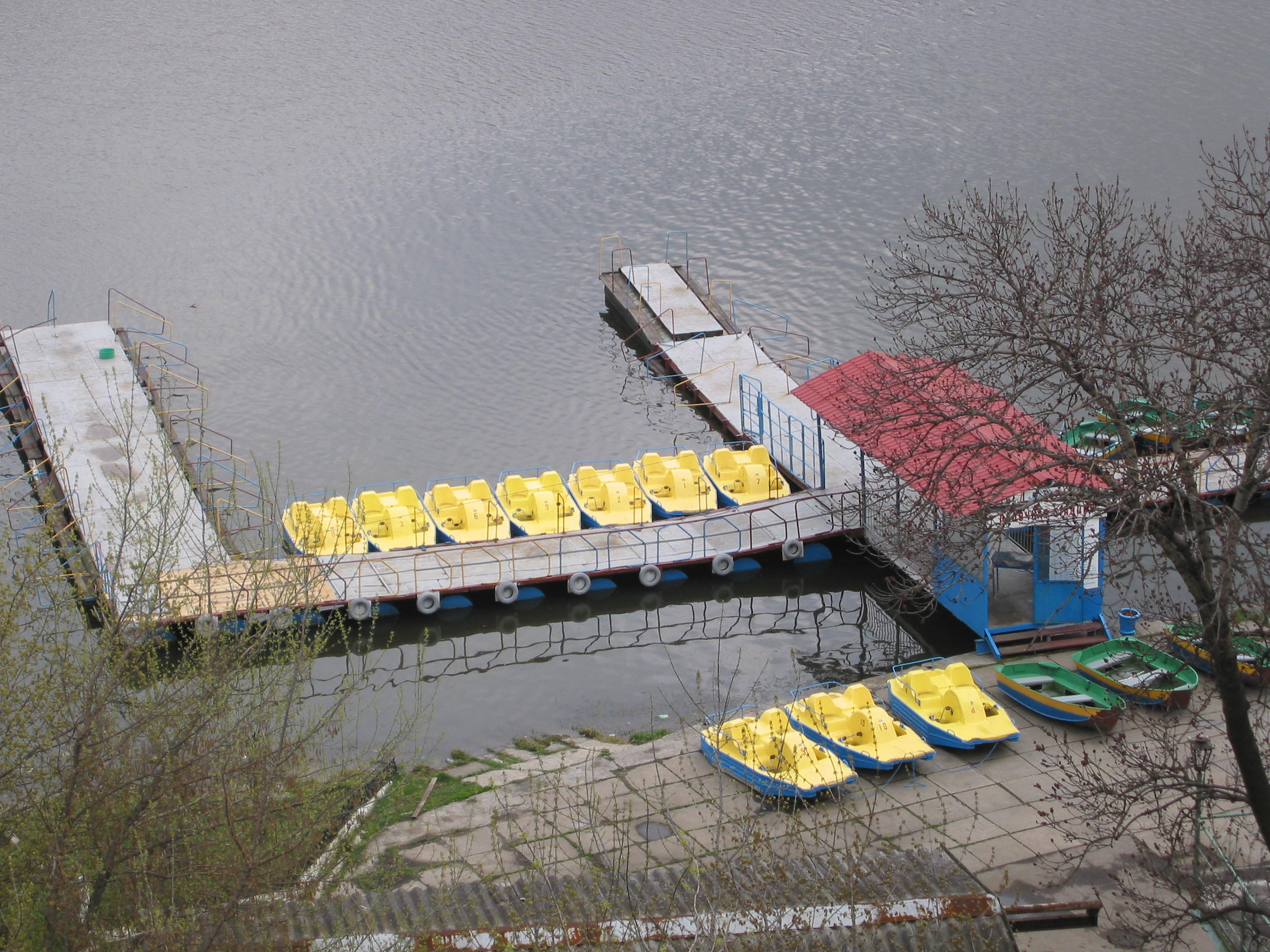
Лодочная станция

В настоящее время[какое?] в парке работают аттракционы — колесо обозрения (появилось в начале 1950-х годов), «Ромашка», «Вихрь», «Колокольчик», «Орбита», «Весёлые горки», американские горки, башня свободного падения «Стелла» (высота 32 метра), два аттракциона «Клоун», башня свободного падения «Шторм» (высота 12 метров), «Глобус», скачущая лавка «Шалена гойдалка», горка «Отважные пилоты» и другие. Всего 23 аттракциона. Часть аттракционов изготовлена на винницком заводе «Аналог» ООО «Сармат».
Работает лодочная станция с прокатом лодок и катамаранов.
Планируется установить в парке новые аттракционы: автодром, водомоторный комплекс, цепочная карусель, карусель «Стиль», а на месте летнего кинотеатра «Зелёный» создать аквапарк.
В 2009 году на месте бывшего автодрома началось строительство стационарного дельфинария. В дельфинарии проходят выступления животных, а также проводится дельфинотерапия. В конкурсе на постройку дельфинария участвовали «Цирк Кобзов», севастопольский дельфинарий и одесская фирма «Немо». В конкурсе победили одесситы. Открытие дельфинария состоялось в декабре 2009 года. Первая очередь дельфинария площадью 4 тысячи квадратных метров была из построена из сборных металлических конструкций, а через год на этом же месте построили стационарное здание большего размера.

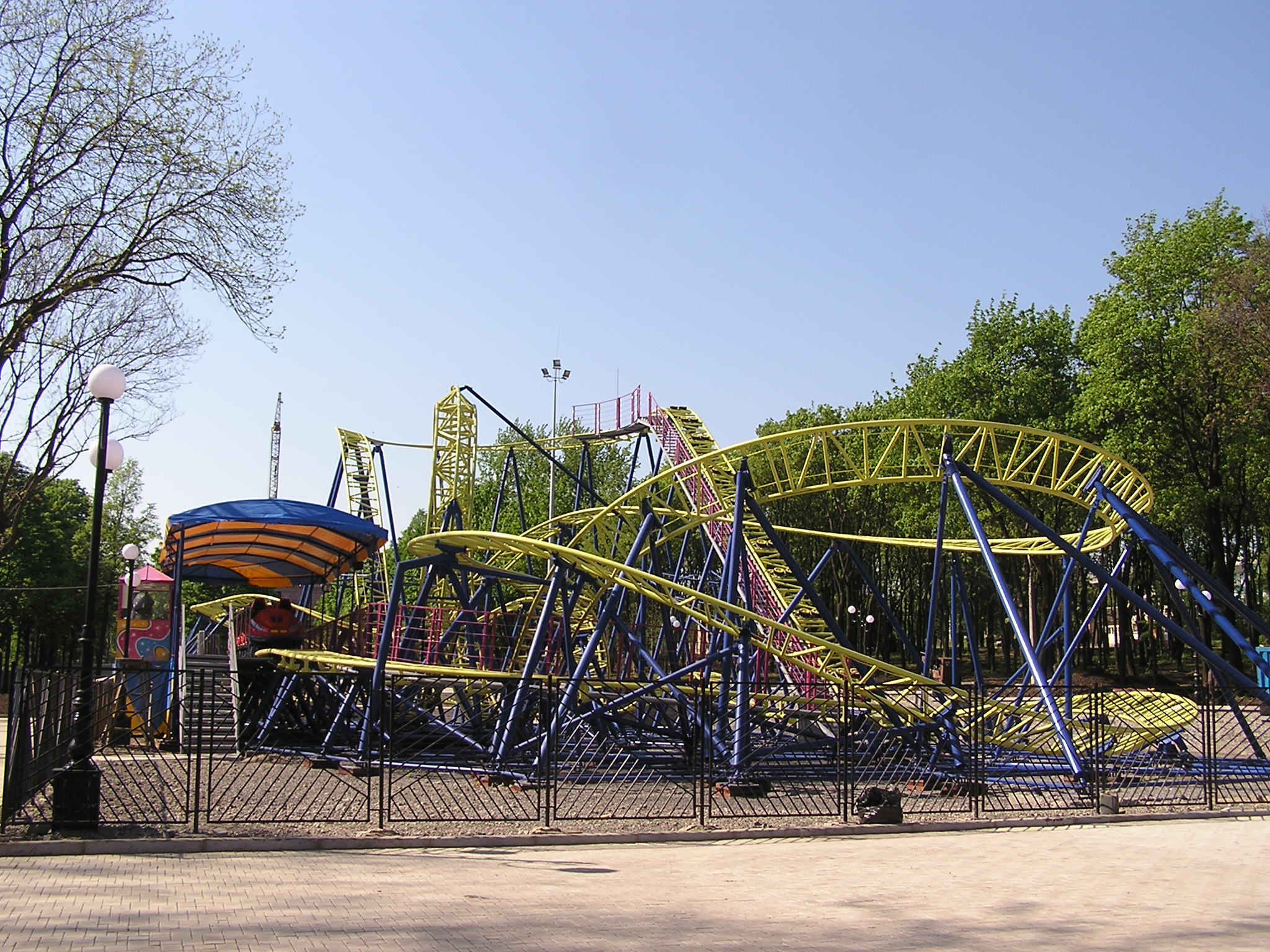
Американские горки
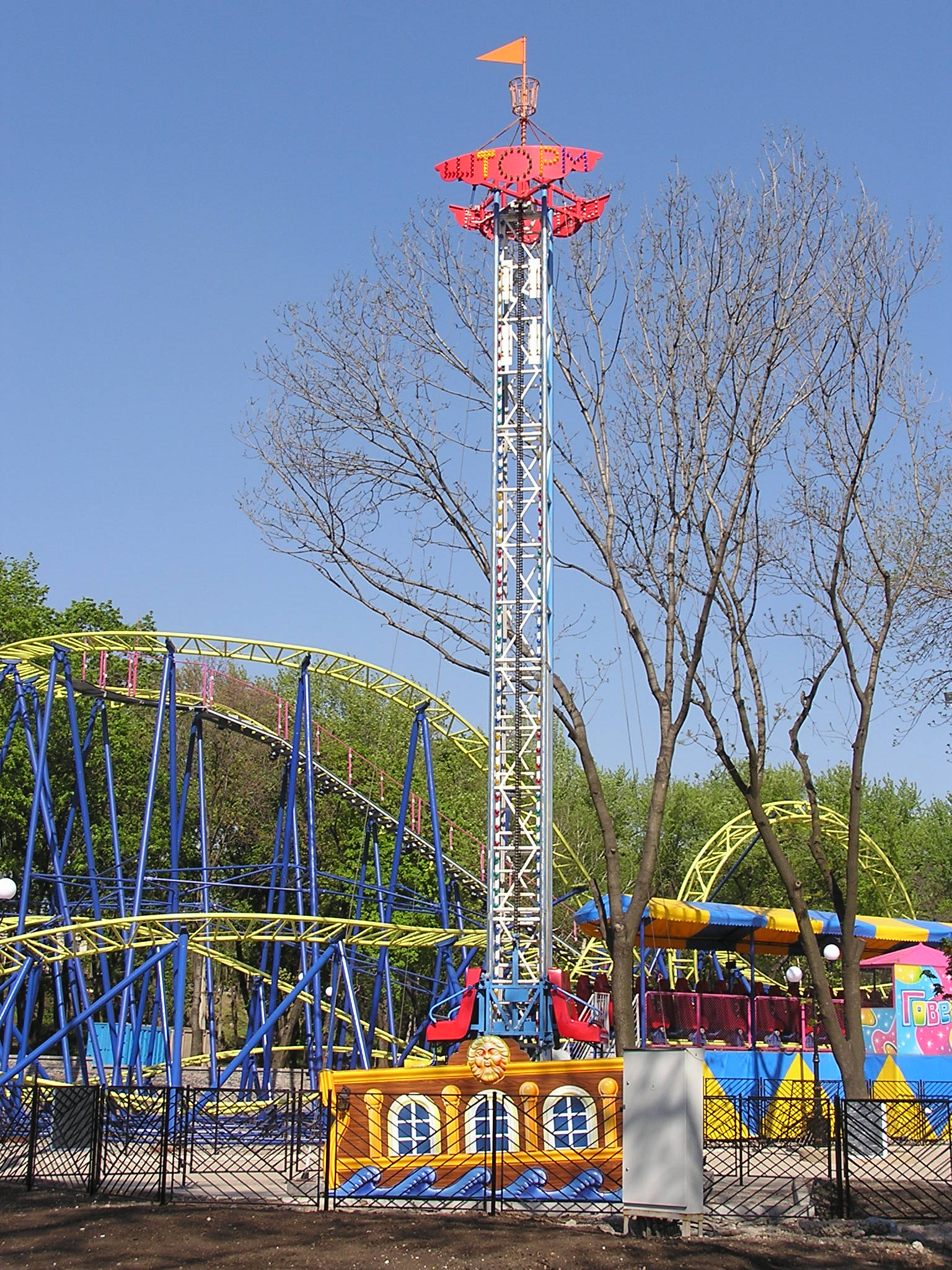
Башня свободного падения
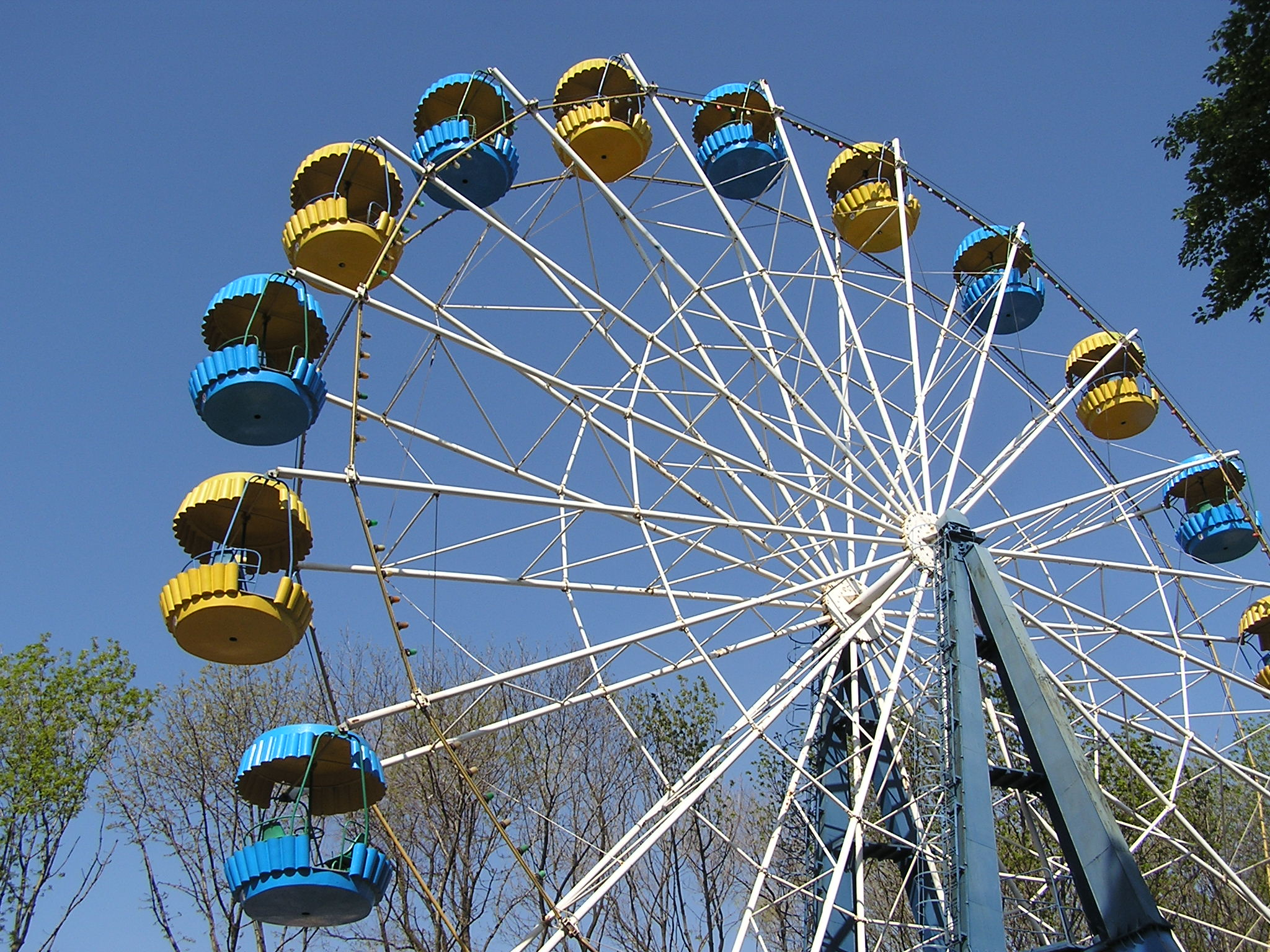
Колесо обозрения
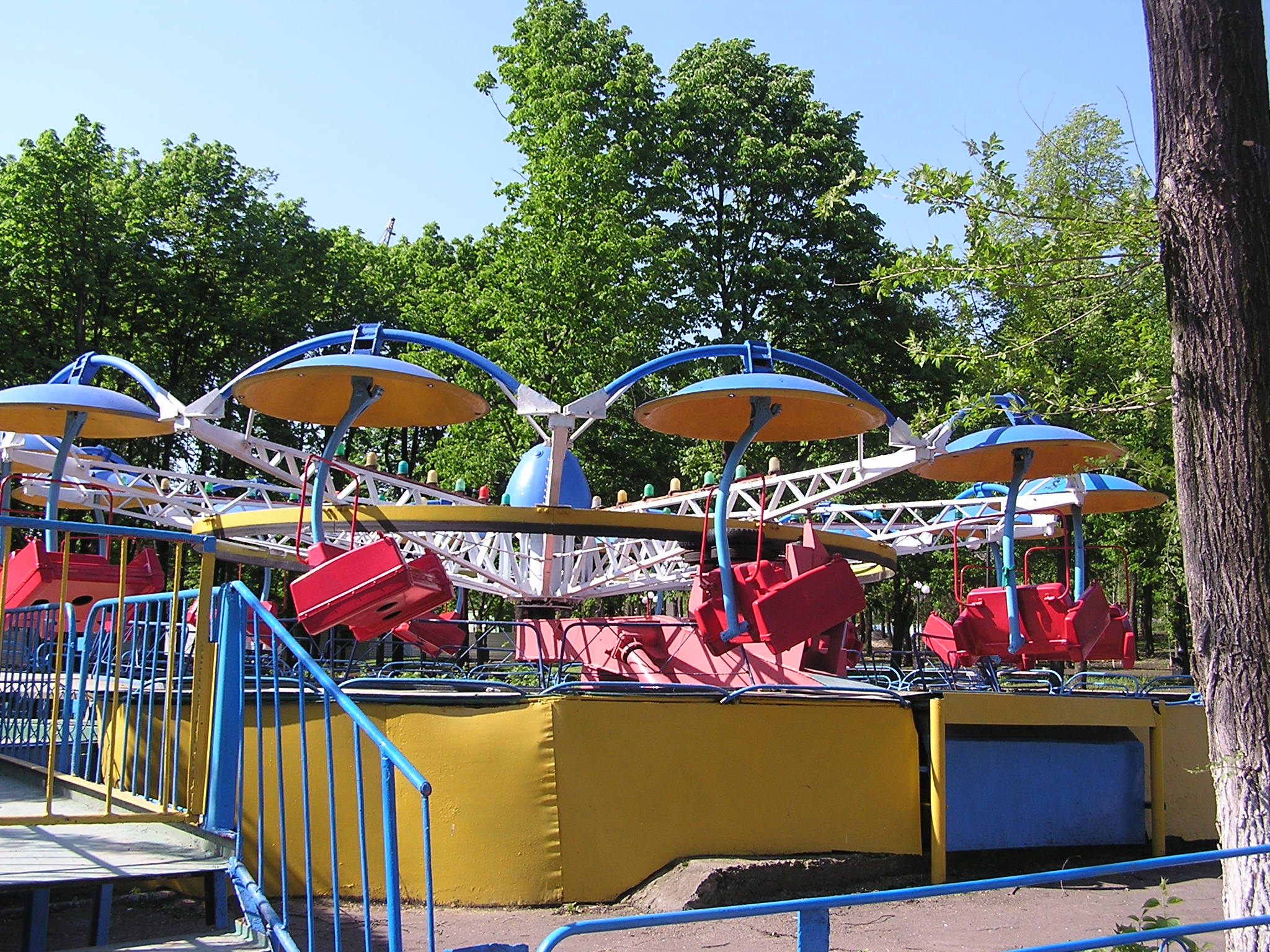
«Ромашка»

29 июля 2014 года, в ходе осады Донецка, парк подвергся артобстрелу; три снаряда попало в парковые пруды.